# 城廂鎮
城廂鎮（じょうそうちん、ピンイン: Chéngxiāng / チェンシャン）は、中華人民共和国四川省成都市青白江区の鎮。面積46.91km²;、人口約5万人。

## 人口
総人口54,088人。うち農業人口は44,576人。

## 経済
メイン産業は、農業・加工製造業・観光業。GDP6.9億元（2004）。二次・三次産業がGDPの84%を占める。食用油、牛乳、食肉、野菜が豊富である。

## 歴史
町の歴史は、1400年前の漢の時代まで遡る。約900年間において、金堂県の県庁所在地として栄えた。明の御使教選・李佶、清の劇作家・魏長生、儒者・何元普、辛亥革命の志士・彭家珍、中国近代革命の志士・劉仲宣、文豪・流沙河などを輩出した町でもある。

## 観光
- 家珍祠 (志士・彭家珍の記念館)
- 明教寺 (千年の歴史を持つ古刹)
- 金堂県衙 (金堂県の旧県令府)
- 城廂文廟 (孔子を祭る廟)
- 城廂武廟 (関羽を祭る廟)
- 繍川書院 (清の時代の書院)

## 教育
- 城廂中学校
- 城廂小学校
- 城廂幼児園